# لا شبان
لا شبان (به فرانسوی: La Chabanne) یک کمون (فرانسه) در فرانسه است که در canton of Le Mayet-de-Montagne واقع شده‌است. لا شبان ۲۰ کیلومتر مربع مساحت دارد ۶۸۰ متر بالاتر از سطح دریا واقع شده‌است.